# Unstoppable (песня Сии)
«Unstoppable» (с англ. — «Неудержимая») — песня австралийской певицы и автора песен Сии с её седьмого студийного альбома This Is Acting (2016). Песня была написана Сией и Кристофером Брэйдом, а спродюсирована Джесси Шаткиным. Она была выпущена в качестве последнего промо-сингла альбома 21 января 2016 года.

## Критика
Джессика Кац из Billboard сказала, что песня напоминает работу Рианны. Мишель Лулич из Bustle написала, что текст песни проясняет, что это гимн расширения прав и возможностей женщин. Если вам нужна песня, которая поможет вам пережить остаток рабочей недели… то это именно она. Кроме того, она добавила: Несмотря на то, что песня изначально была написана не для Сии, это не помешало ей исполнить её достойно в своей привычной манере. Честно говоря, если бы эту песню спели Рианна, Адель или даже Кэти Перри, она все равно не утратила бы своего мощного послания.
Эмили Линднер из MTV сказала, что песня побуждает «тех, кто чувствует себя слабым, надеть свои доспехи». Дэниел Крепс из Rolling Stone назвал песню триумфальной. Том Брейхам из Stereogum предположил, что Сия написала эту песню для Кэти Перри. Он сравнил её с репертуаром Florence and the Machine.

## В массовой культуре
В 2019 году песня была использована в рекламе аромата Lancôme Idôle, в которой снялась Зендея.
В 2022 году песня прозвучала в телевизионной рекламе Samsung Galaxy S22.

## Чарты
| Чарт(2016)                        | Высшая позиция |
| --------------------------------- | -------------- |
| Австрия (Ö3 Austria Top 40)       | 35             |
| Belarus (Unistar Radio Top 20)    | 1              |
| Франция (SNEP)                    | 23             |
| Германия (GfK)                    | 62             |
| Россия (TopHit)                   | 1              |
| Швеция (Sverigetopplistan)        | 94             |
| Швейцария (Schweizer Hitparade)   | 26             |
| Ukraine Airplay (Tophit)          | 10             |
| Чарт(2019—2022)                   | Высшая позиция |
| Бельгия/Фландрия (Ultratop 50)    | 21             |
| Бельгия/Валлония (Ultratop 50)    | 10             |
| Чехия (Rádio — Top 100)           | 13             |
| Euro Digital Songs (Billboard)    | 8              |
| France Downloads (SNEP)           | 2              |
| Мир (Billboard Global 200)        | 109            |
| Greece Airplay (IFPI)             | 2              |
| Greece Digital Songs (Billboard)  | 4              |
| Венгрия (Rádiós Top 40)           | 9              |
| Венгрия (Single Top 40)           | 5              |
| India (IMI)                       | 18             |
| Шотландия (OCC Scotland)          | 19             |
| Словакия (Rádio — Top 100)        | 4              |
| Швейцария (Media Control Romandy) | 3              |
| Vietnam (Vietnam Hot 100)         | 71             |

| Чарт(2016)                  | Позиция |
| --------------------------- | ------- |
| CIS (Tophit)                | 13      |
| Russia Airplay (Tophit)     | 8       |
| Ukraine Airplay (Tophit)    | 122     |
| Чарт(2020)                  | Позиция |
| Belgium (Ultratop Flanders) | 44      |
| Belgium (Ultratop Wallonia) | 49      |
| Hungary (Rádiós Top 40)     | 77      |

## Сертификации
| Регион                                                                      | Сертификация | Продажи |
| --------------------------------------------------------------------------- | ------------ | ------- |
| Бельгия (BEA)                                                               | Золотой      | 20 000  |
| Франция (SNEP)                                                              | Платиновый   | 200 000 |
| Италия (FIMI)                                                               | Золотой      | 35 000  |
| Португалия (AFP)                                                            | Золотой      | 5000    |
| Великобритания (BPI)                                                        | Золотой      | 400 000 |
| Данные о продажах + прослушиваниях приведены только на основе сертификации. |              |         |